# Шліссельбург

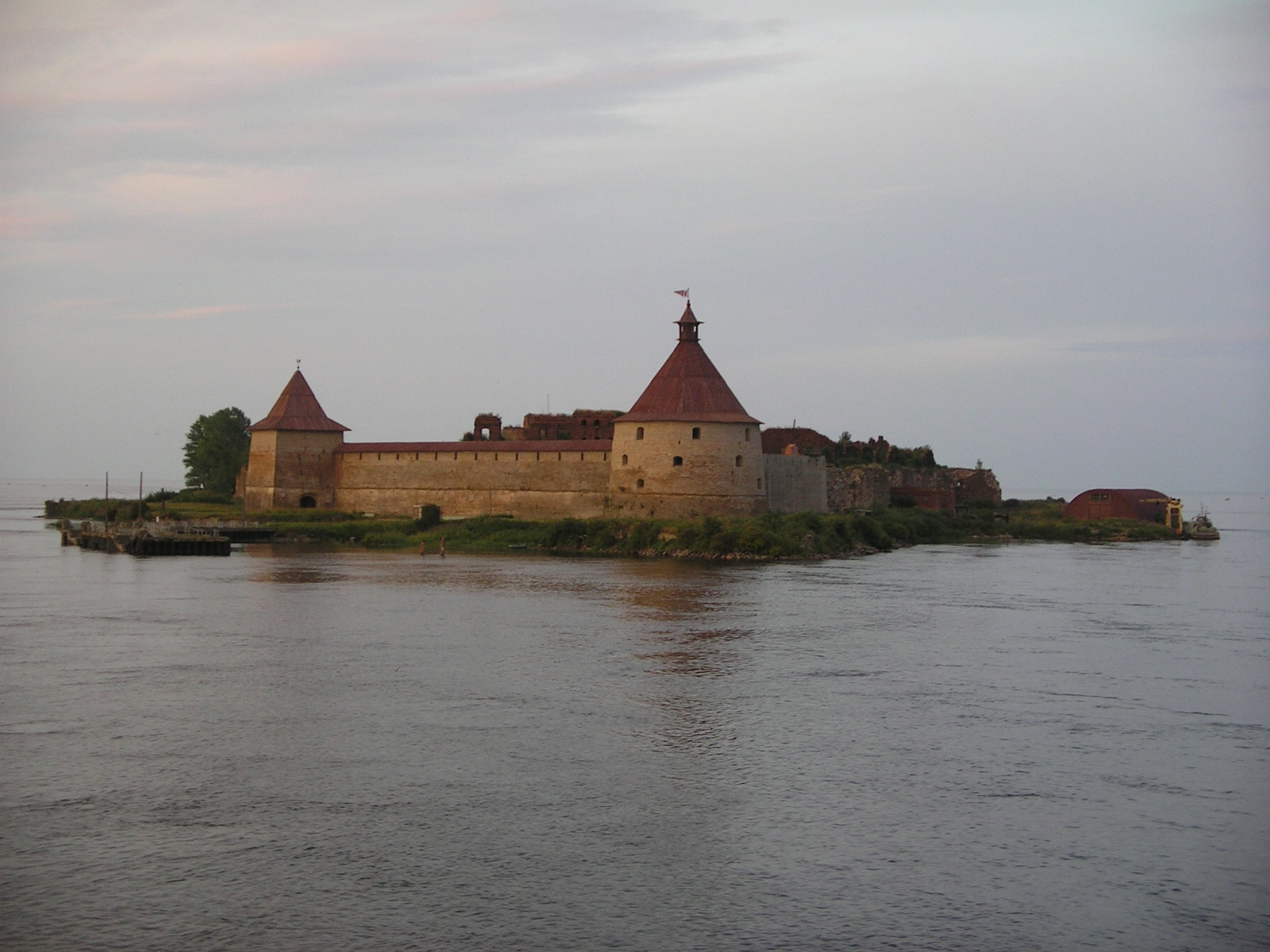
Фортеця «Орешек»

Шліссельбу́рг (рос. Шлиссельбу́рг від нім. Schlüsselburg — «місто-ключ») — місто в Кіровському районі Ленінградської області, Росія.
- Населення 12,5 тисяч осіб (2005)
- Місто розташоване на лівому березі річки Неви, де Нева починає свій біг від Ладозького озера за 24 км від Санкт-Петербурга

## Історія
Відоме з 1323 року як новгородська фортеця Орешек. Захоплений Швецією у 1611, шведська назва міста — Нотебург (швед. Nöteborg). У 1702 році, в ході Російсько-шведської війни, місто було зайняте військами Петра І, який дав йому теперішню назву. З 1944 по 1992 місто мало назву Петрокрєпость.

## Відомі особистості
В поселенні народились:
- Зобач Григорій Григорович (1922—1976) — радянський розвідник.
- Ільїн Олексій Афіногенович (1834—1889) — російський генерал, картограф, видавець.